# Junge Welt (Hitlerjugend)
Junge Welt was een tijdschrift van de Hitlerjugend, de jeugdbeweging van de Nationaalsocialistische Duitse Arbeiderspartij (NSDAP) van 1939 tot 1944. Het tijdschrift verscheen maandelijks onder de verantwoordelijkheid van de Reichsjugendführung van de NSDAP. Vanaf 1942 stond het blad onder leiding van Herbert Reinecker. Naast Junge Welt, dat op jongens was gericht, kende de Hitlerjugend ook tijdschriften voor meisjes (Das Deutsche Mädel) en jongeren in het beroepsonderwijs (Jugend am Werk).